# ガルヴェオサウルス
ガルヴェオサウルス（Galveosaurus）はジュラ紀後期から白亜紀前期にかけて生息した恐竜の絶滅属の一つである。化石はスペイン、テルエル県のガルベで発見され、属名はそれに由来し「ガルベのトカゲ」という意味である。種小名は発見者のJosé María Herreroに献名されたものである。

## 研究史
このガルベの竜脚類の記載の経緯は一般的な恐竜のように単純な流れではすまなかった。ガルベ古生物学博物館（Museo Paleontológico de Galve）に所蔵されていた同じ標本に対して、2つの研究グループがほぼ同時に研究し、論文を出版してしまったのである。双方のグループとも、お互いにホロタイプである全く同じ骨を研究していたことに気づいていなかった。
タイプ種 Galveosaurus herreroi は最初、ガルベ古生物学博物館に保管されていた部分骨格に基づき、Bárbara Sánchez-Hernándezにより2005年8月11日に記載論文が出版された。同時にBarco, Canudo, Cuenca-Bescós および Ruíz-Omeñacaのグループが同じ標本について研究していた。Barco達はこの竜脚類にGalvesaurus herreroi（「o」が足りないことに注意）と名づけjournal Naturaleza Aragonesa誌にて2005年12月18日に記載論文を発表した。しかし、論文は2005年7月1日付けであった。もし日付が正しいならば、この恐竜の正式な学名はGalvesaurus herreroi となり、記載者はSánchez-HernándezではなくBarco et al.となる。しかしながら、この著者らが論文の発表日とした日付は雑誌全体として収録された出版日（15号、2005年7-12月）によって否定される。そこでSánchez-Hernández (2006)ではICZN21条、23条に照らし合わせてBarco et al.は厳密に解釈すると2005年12月31日に出版されたことになるという主張がなされた。 したがってGalveosaurus herreroi  Sánchez-Hernández, 2005 がこの種の有効な学名となる。

## 参照
- Barco, J.L., Canudo, J.L., Cuenca-Bescós, G. & Ruíz-Omeñaca, J.I. (2005). "Un nuevo dinosaurio saurópodo, Galvesaurus herreroi gen. nov., sp. nov., del tránsito Jurásico-Cretácico en Galve (Teruel, NE de España)." Naturaleza Aragonesa 15: 4-17.
- Sánchez-Hernández, B. (2005). "Galveosaurus herreroi, a new sauropod dinosaur from Villar del Arzobispo Formation (Tithonian-Berriasian) of Spain." Zootaxa 1034: 1–20.
- Sánchez-Hernández, B. (2006). "The new sauropod from Spain: Galveosaurus or Galvesaurus?", Zootaxa 15 May 2006 (On-line pdf file)